# Concile d'Orange
La page concile d'Orange répertorie les conciles et synodes diocésains qui se tiennent dans la ville française de Orange (Arausicanum) au cours du Moyen Âge.

## Haut Moyen Âge
- Premier concile (441), sous la présidence Hilaire, archevêque d'Arles[a 1] ;
- Second concile (501)[a 2] ;
- Deuxième concile (529) , sous la présidence Césaire, archevêque d'Arles[a 3] ;
- Quatrième concile (1229)[a 4].